# Глава 9: Маршал
«Глава́ 9: Ма́ршал» (англ. Chapter 9: The Marshal) — первый эпизод второго сезона американского телесериала «Мандалорец», действие которого разворачивается в медиафраншизе «Звёздные войны». Эпизод был снят и написан шоураннером сериала Джоном Фавро и выпущен на стриминговом сервисе Disney+ 30 октября 2020 года. В эпизоде Педро Паскаль исполняет роль Мандалорца, одинокого охотника за головами, находящегося в бегах вместе с Грогу в поисках других Мандалорцев, которые помогут ему вернуть Грогу своему народу.

## Сюжет
В поисках других Мандалорцев, которые помогли бы ему воссоединить Грогу с себе подобными, Мандалорец обращается к гангстеру Гору Корешу, который пытается убить его за броню бескар, но терпит неудачу. На допросе он рассказывает, что Мандалорца видели в городе Мос Пелго на Татуине. Вернувшись на Татуин, Мандалорец воссоединяется с механиком Пели Мотто. Хотя она думала, что Мос-Пельго был уничтожен, её дроид R5-D4 показывает им старую карту.
Мандалорец находит Мос Пелго и противостоит городскому маршалу Коббу Ванту, который носит темно-зеленые Мандалорские доспехи. Вант рассказывает, что он не Мандалорец, а доспехи купил у Джаваса и затем использовал их, чтобы отбиться от Коллектива шахтеров, захватившего город после краха Империи. После того как Вант и Мандалорец становятся свидетелями того, как дракон Большого Крайта поедает городской скот, Вант соглашается отдать доспехи, если Мандалорец поможет убить дракона.
По пути к логову дракона Вант и Мандалорец встречают племя рейдеров Таскена, которые соглашаются помочь им убить дракона. Мандалорец вызывает в качестве подкрепления жителей города Мос Пелго. Вант и мандалорец убеждают жителей города сотрудничать с таскенами, которые соглашаются не нападать на город в обмен на тушу дракона.
Вместе Таскены и горожане закладывают взрывчатку перед пещерой, планируя выманить дракона и взорвать её под его уязвимым брюхом. Дракон выживает после взрыва и извергает на них кислоту, нанося им тяжелые потери. Мандалорец подманивает дракона, чтобы тот проглотил его и банту, начиненную взрывчаткой. Он выбирается изнутри дракона и взрывает взрывчатку, успешно убивая его.
Таскены разделывают тушу и возвращают ценную жемчужину. Вант отказывается от доспехов, как и обещал, и Мандалорцы дружно уходят. Тем временем за всем издалека наблюдает сильно израненная фигура.

## Производство

### Разработка
Эпизод был написан и поставлен создателем сериала Джоном Фавро, что стало его режиссерским дебютом в сериале. Фавро написал большинство эпизодов первого сезона, но не смог срежиссировать ни одного из-за конфликтов с графиком работы над фильмом «Король Лев» (2019). Персонаж Кобб Вант впервые появился в трилогии романов «Звездные войны: Последствия» (2015-2017). Чак Вендиг, автор трилогии, не знал о появлении Ванта в эпизоде и узнал об этом только после получения нескольких прямых сообщений и электронных писем.

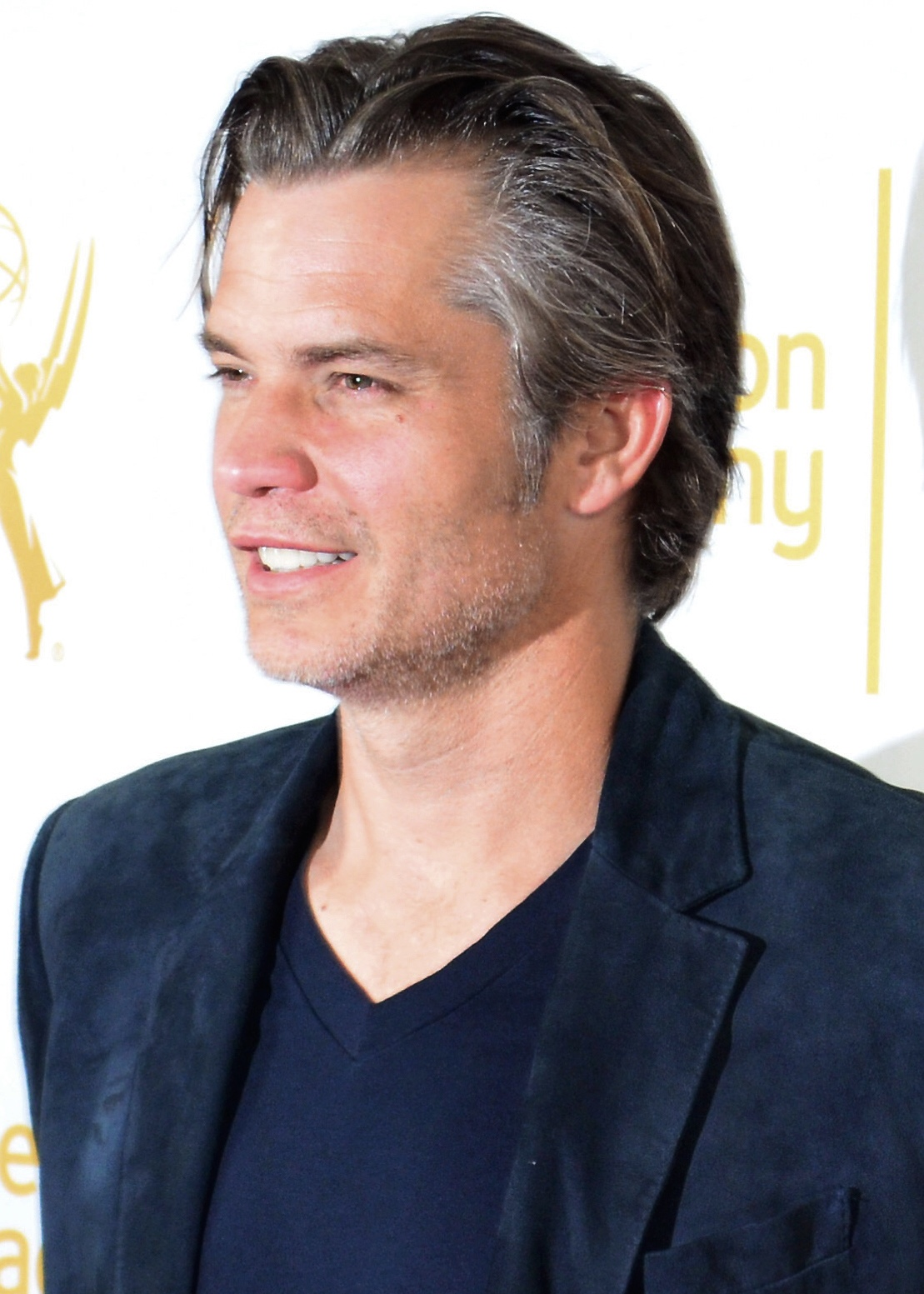
Тимоти Олифант, изображающий в эпизоде Кобба Ванта.

### Актёрский состав
В эпизоде снялись Джон Легуизамо, озвучивающий Гор Кореша, Эми Седарис, вернувшаяся в роли Пели Мотто, Тимоти Олифант в роли Кобба Ванта и Темуэра Моррисон в роли Бобы Фетта. В эпизоде также приняли участие Айзек Синглтон-младший в роли швейцара Тви'лека, Дэвид Чоу в роли зрителя на ринге, Мигель А. Лопес и Ксавьер Хименес в роли Таскенских рейдеров, Лейлани Шуи в роли Джавы, У. Эрл Браун в роли владельца Виквея, Дитрих Грей в роли жителя деревни Мос Пелго, Каризма Гидеон в роли Джо и Дилан Кертис в роли мальчика из Мос Пелго. Чоу также предоставил граффити, которые появляются в эпизоде. Барри Лоуин, Брендан Уэйн и Латиф Краудер являются дублёрами Мандалорца. Пол Дарнелл - каскадер Кобба Ванта, а супервайзер эффектов наследия Джон Розенгрант - исполнитель роли Гора Кореша. Роль Грогу исполняли разные кукловоды.

### Музыка
Людвиг Йоранссон написал музыкальную партитуру для этого эпизода. Композиции из эпизода были выпущены 20 ноября 2020 года в первом томе саундтрека второго сезона.

### Представление
Большая часть эпизода показана в соотношении сторон 2.39:1, а бой дракона Крайта в конце эпизода был расширен до соотношения сторон 1.78:1 (16:9), аналогично формату IMAX.

## Реакция
Эпизод «Глава 9: Маршал» получил положительные отзывы критиков. На сайте-агрегаторе Rotten Tomatoes эпизод получил рейтинг одобрения 95% на основе отзывов 82 критиков со средней оценкой 8/10. Консенсус критиков на сайте гласит: «С удивительными поворотами, восхитительными поворотами и тоннами заряженного энергией действия, "Маршал" - это захватывающее возвращение Мандалорца, который не скупится на малыша Йоду».
Ник Аллен из RogerEbert.com высоко оценил последовательность действий дракона Крайта и партитуру Людвига Гёранссона. Дэн Файнберг из The Hollywood Reporter был обеспокоен тем, что второй сезон сериала может стать раздутым или испорченным в какой-то степени своим успехом, но пришел к следующему выводу: «В результате, для небольшого шоу, это был самый большой и, возможно, самый чисто развлекательный эпизод на сегодняшний день».
Бен Линдберг из The Ringer раскритиковал схожесть эпизода с предыдущими эпизодами и заявил, что данный эпизод «напоминал смесь в основном эпизодов с монстрами недели в середине прошлого сезона, которые не проливали много света на общий сюжет».

## Комментарии
1. ↑  Подтверждённая, как броня Бобы Фетта в эпизоде «Глава 14: Трагедия».
2. ↑  После выхода эпизода в эфир роль Моррисона не была официально подтверждена, хотя сообщалось, что он вновь сыграл роль Бобы Фетта. Эпизод «Глава 14: Трагедия» утвердила Моррисона в роли Фетта